# Анучинский район
Ану́чинский райо́н — административно-территориальная единица (район)  в Приморском крае России. В рамках организации местного самоуправления ему соответствует муниципальное образование Анучинский муниципальный округ (с 2004 до 2019 гг. — муниципальный район).
Административный центр — село Анучино.

## География
Площадь района — 3 840 км², из них 331 100 га покрыто лесом (86,22 %). Высшая точка — гора Лысая (1241,8 м), одновременно является крайней южной точкой района, находится в горах Пржевальского — одного из хребтов в южной части Сихотэ-Алиня.
Природа
Флора района представлена кедром корейским, елью алтайской, орехом манчжурским, клёном, дубом, а также элеутерококом, аралией, жимолостью, смородиной и т. д. В районе сохранились уникальные лотосовые озёра и тисовые рощи. Фауна представлена: медведями, кабанами, изюбрями, белками, соболями, зайцами, лисами, тиграми, барсуками и другими животными.

## История
Район был образован 23 марта 1935 года.

## Население
| 1939    | 1959    | 1970    | 1979    | 1989    | 1992    | 2001    | 2002    | 2004    |
| ------- | ------- | ------- | ------- | ------- | ------- | ------- | ------- | ------- |
| 12 910  | ↗19 678 | ↘19 595 | ↘17 613 | ↗18 187 | ↗18 700 | ↘17 400 | ↘16 010 | ↗16 307 |
| 2008    | 2009    | 2010    | 2011    | 2012    | 2013    | 2014    | 2015    | 2016    |
| ↘16 000 | ↗16 026 | ↘14 613 | ↘14 568 | ↘14 366 | ↘14 091 | ↘13 680 | ↘13 362 | ↗13 464 |
| 2017    | 2018    | 2019    | 2020    | 2021    | 2022    | 2023    | 2024    |         |
| ↘13 380 | ↘13 236 | ↘13 027 | ↘12 699 | ↗12 734 | ↘12 616 | ↘12 391 | ↘12 237 |         |

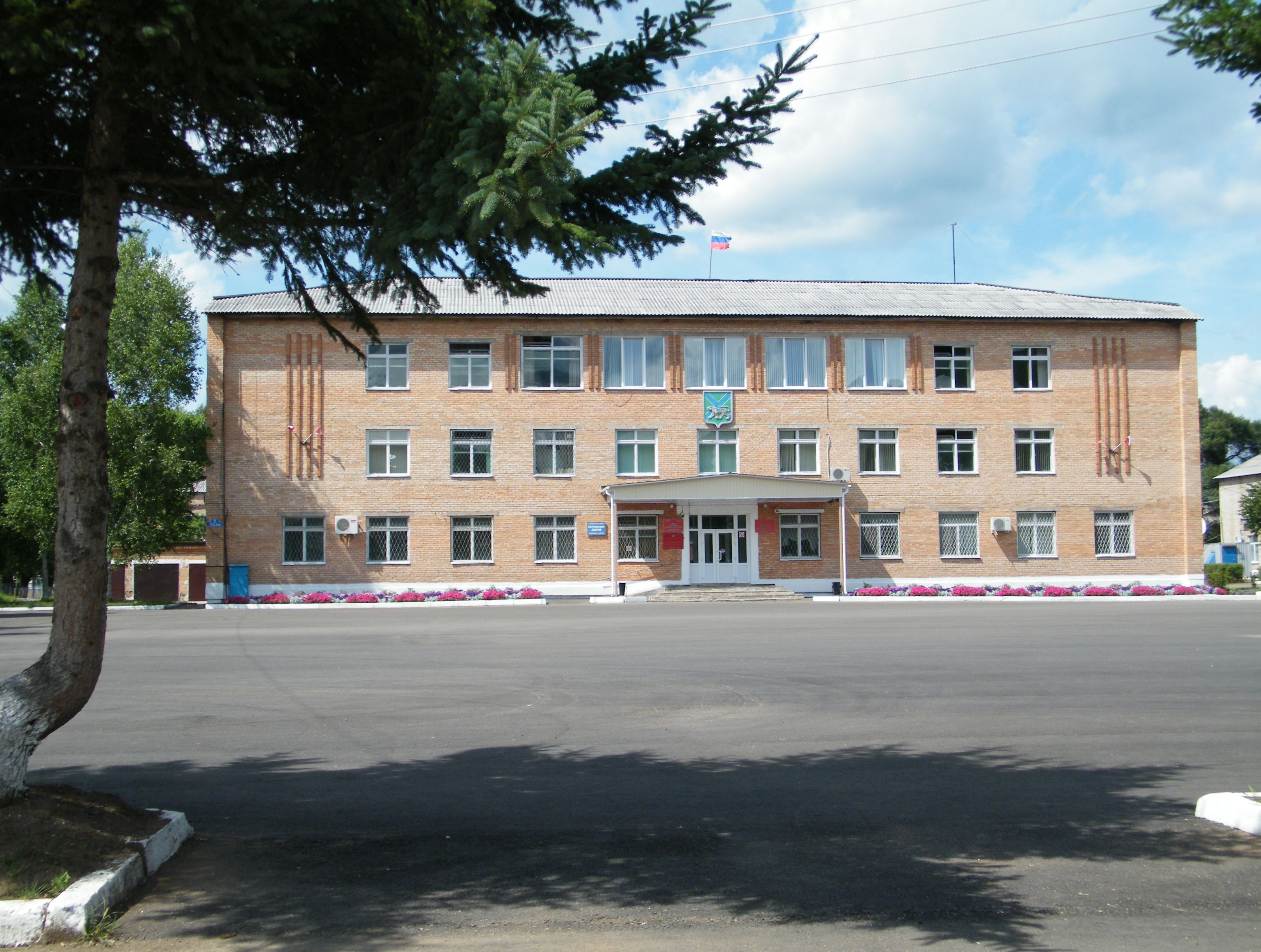
Село Анучино, администрация Анучинского района

Национальный состав района по данным переписи населения 1939 года: русские — 63,8% или 8 241 чел., украинцы — 31,3% или 4 041 чел.

## Населённые пункты
В Анучинском районе (муниципальном округе) находятся 29 населённых пунктов (все — сельские).
| №  | Населённый пункт | Тип     | Население | Бывшее сельское поселение |
| -- | ---------------- | ------- | --------- | ------------------------- |
| 1  | Анучино          | село    | ↘4239     | Анучинское                |
| 2  | Ауровка          | село    | ↘62       | Анучинское                |
| 3  | Весёлый          | посёлок | ↘40       | Виноградовское            |
| 4  | Виноградовка     | село    | ↘412      | Виноградовское            |
| 5  | Гражданка        | село    | ↘1023     | Гражданское               |
| 6  | Гродеково        | село    | ↘278      | Анучинское                |
| 7  | Еловка           | село    | ↘228      | Анучинское                |
| 8  | Ильмаковка       | село    | ↘131      | Виноградовское            |
| 9  | Корниловка       | село    | ↘256      | Чернышевское              |
| 10 | ЛЗП-3            | посёлок | ↘25       | Гражданское               |
| 11 | Лугохутор        | село    | ↘64       | Гражданское               |
| 12 | Муравейка        | село    | ↘314      | Анучинское                |
| 13 | Нововарваровка   | село    | ↘180      | Анучинское                |
| 14 | Новогордеевка    | село    | ↗824      | Анучинское                |
| 15 | Новопокровка     | село    | ↘95       | Гражданское               |
| 16 | Новотроицкое     | село    | ↘198      | Чернышевское              |
| 17 | Орловка          | посёлок | ↘15       | Анучинское                |
| 18 | Пухово           | село    | ↘783      | Гражданское               |
| 19 | Рисовое          | село    | ↘466      | Гражданское               |
| 20 | Скворцово        | посёлок | ↘19       | Виноградовское            |
| 21 | Смольное         | село    | ↘115      | Виноградовское            |
| 22 | Староварваровка  | село    | ↘565      | Виноградовское            |
| 23 | Старогордеевка   | село    | ↘161      | Анучинское                |
| 24 | Таёжка           | село    | ↗347      | Анучинское                |
| 25 | Тигровый         | посёлок | ↘32       | Анучинское                |
| 26 | Тихоречное       | село    | ↘355      | Чернышевское              |
| 27 | Чернышевка       | село    | ↘2221     | Чернышевское              |
| 28 | Шекляево         | село    | ↘258      | Анучинское                |
| 29 | Ясная Поляна     | село    | ↘36       | Анучинское                |

## Муниципальное устройство
В рамках организации местного самоуправления в границах района функционирует Анучинский муниципальный округ (с 2004 до 2019 гг. — Анучинский муниципальный район).
С декабря 2004 до декабря 2019 гг.  в существовавший в этот период Анучинский муниципальный район входили 4 муниципальных образования со статусом сельского поселения:
| № | Муниципальное образование         | Административный центр | Количество населённых пунктов | Население (чел.) | Площадь (км²) |
| - | --------------------------------- | ---------------------- | ----------------------------- | ---------------- | ------------- |
| 1 | Анучинское сельское поселение     | село Анучино           | 13                            | ↘6306            | 1491,96       |
| 2 | Виноградовское сельское поселение | село Староварваровка   | 6                             | ↘1113            | 1140,02       |
| 3 | Гражданское сельское поселение    | село Гражданка         | 6                             | ↘2193            | 647,87        |
| 4 | Чернышевское сельское поселение   | село Чернышевка        | 4                             | ↘3415            | 605,60        |

К 1 января 2020 года все сельские поселения были упразднены и вместе со всем муниципальным районом преобразованы путём их объединения в муниципальный округ.

## Экономика
Анучинский район — аграрный район Приморского края.
В долине реки Арсеньевка имеются благоприятные условия для рисоводства.
В населённых пунктах района, расположенных в таёжной местности, работают предприятия, занимающиеся заготовкой леса.

## Галерея

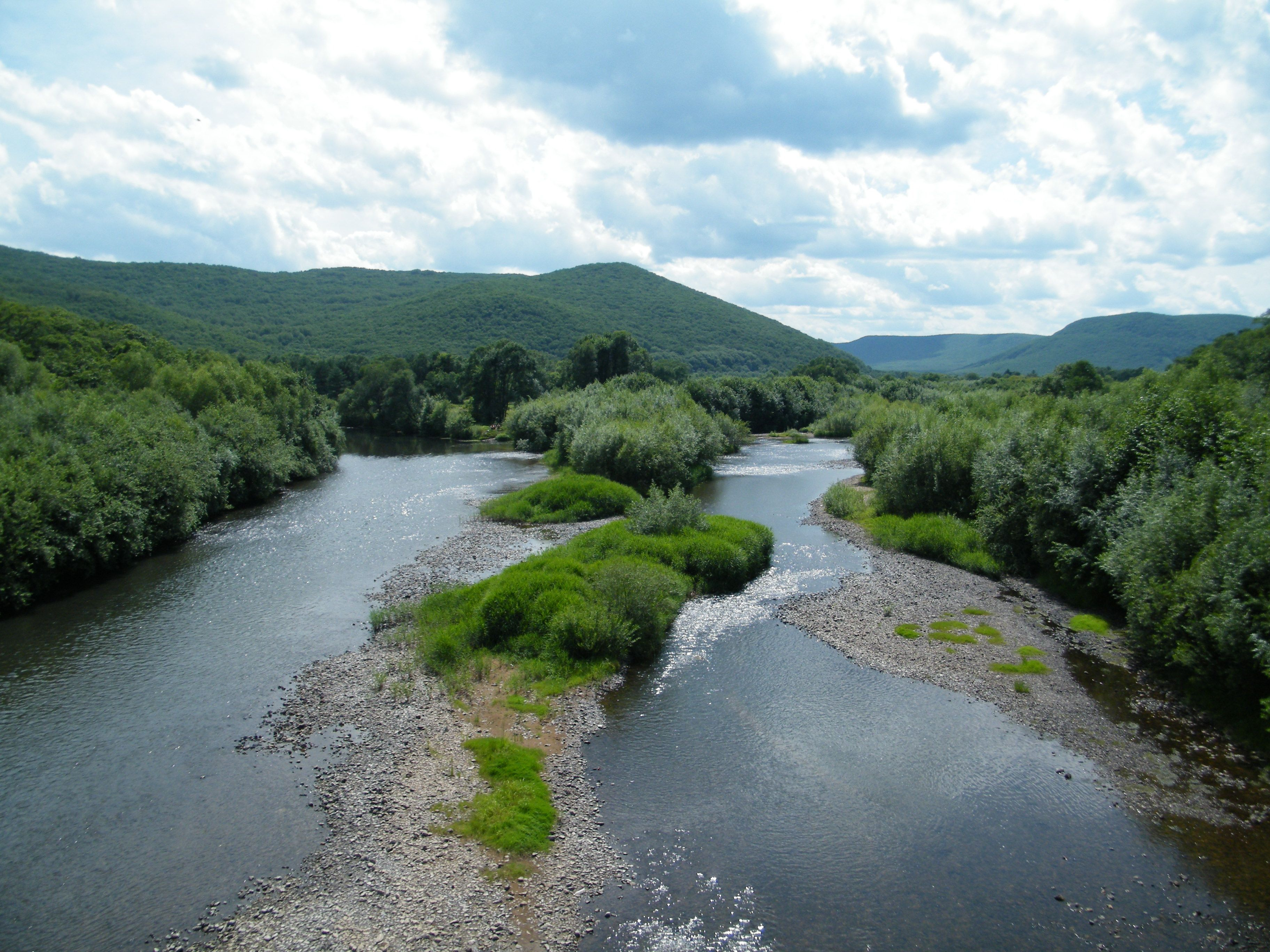
Река Арсеньевка у села Анучино
Село Анучино
Село Новогордеевка, озеро с лотосами